# George Behrend
George Behrend (* 10. Januar 1922 in Burghclere; † 12. Juli 2010 in Cullen) war ein britischer Eisenbahnhistoriker und Reiseschriftsteller.

## Leben
Behrend wurde als Sohn von John und Mary Behrend in dem kleinen Dorf Burghclere in Hampshire geboren. Seine Eltern betätigen sich als Kunstmäzene, die unter anderem den Maler Stanley Spencer förderten und ihm den Auftrag zur Ausmalung der Sandham Memorial Chapel in Burghclere gaben, heute eines der bekanntesten Werke Spencers.
Nach dem Schulbesuch studierte Behrend am Hertford College in Oxford. Nach seinem Abschluss 1942 diente er als Soldat in der britischen 8. Armee. Mit der Armee kämpfte er während des Zweiten Weltkriegs unter anderem in Algerien, Italien und Saloniki und wurde mehrfach verwundet.
Nach dem Krieg lebte er zunächst ab 1946 als Landwirt in Hampshire. 1948 wurde er Assistent und Chauffeur von Benjamin Britten, den er bereits 1936, noch als Schüler, auf einem Musikfestival in Barcelona kennengelernt hatte. Bis 1956 unterstützte er Britten und dessen Lebensgefährten Peter Pears bei der Organisation des Aldeburgh Festivals und begleitete sie als Chauffeur zu Auftritten quer durch Europa. Britten widmete eines seiner Streichquartette Behrends Mutter.
Ab 1956 lebte Behrend als freier Schriftsteller auf Jersey, nachdem er bereits ab 1954 erste Werke veröffentlicht hatte, zunächst über Luftverkehr, aber auch ein Buch über Stanley Spencer. Sein hauptsächliches Thema war vor allem die Eisenbahn. Neben Veröffentlichungen über verschiedene britische Privatbahnen wie etwa die Great Western Railway schrieb er vor allem über die Eisenbahnnetze und Züge verschiedener europäischer Länder. Insgesamt veröffentlichte er seit 1954 20 Bücher.
Einen Namen machte sich Behrend aber vor allem mit seinen Werken über die Compagnie Internationale des Wagons-Lits, deren Luxuszüge sowie Schlaf- und Speisewagen. Auch die Pullman Palace Car Company und deren europäische Ableger sowie die Einsätze von Pullmanwagen wurden von ihm erforscht und publizistisch aufbereitet. Seine Leidenschaft galt dabei vor allem Luxuszügen wie dem Orient-Express, dem Night Ferry, dem Golden Arrow oder dem Train Bleu. Behrend, der zuletzt als Doyen der britischen Eisenbahnautoren galt, unternahm bis kurz vor seinem Tod regelmäßig längere Eisenbahnreisen. Sie führten ihn im Laufe von 70 Jahren in insgesamt 17 europäische Länder.
Behrend war Mitglied im Garrick Club. 1960 gehörte er zu den Mitbegründern der British Guild of Travel Writers. Im gleichen Jahr heiratete er seine Frau Jeannette D’Enyer, mit der er bis zu ihrem Tod 1992 verheiratet blieb. Von 1976 bis 1981 lebte Behrend zeitweise in Bordeaux. 1989 zog er zusammen mit seiner Frau ins schottische Findochty. Dort engagierte er sich unter anderem bei der Keith and Dufftown Railway, einer Museumsbahn in Banffshire. Zuletzt erschien 2007 seine Autobiographie An Unexpected Life. Behrend starb 2010 in einem Heim im schottischen Cullen, Moray.

## Veröffentlichungen (Auswahl)
- Gone with Regret. Recollections of the Great Western Railway 1922–1947, Lambarde Press, 1964
- Eisenbahnferien in der Schweiz, Orell Füssli, Zürich 1966.
- Grand European expresses: the story of the wagons-lits. Allen & Unwin, London 1962 (auf Deutsch: Große Expreßzüge Europas: die Geschichte der Wagons-Lits, Orell Füssli, Zürich 1967)
- Eisenbahnferien in Frankreich, Orell Füssli, Zürich 1967.
- Luxury Trains: From the Orient to the TGV, Book Sales ISBN 0-86565-016-0
- Geschichte der Luxuszüge. Orell Füssli, Zürich 1977, ISBN 3-280-00918-9.
- Night Ferry: A Tribute to Britain’s Only International Through Train, London-Paris/Brussels, 1936–80, Jersey Artists, 1985, ISBN 0-901845-13-2
- An Unexpected Life: Features Benjamin Britten and Stanley Spencer, Jersey Artists, 2007, ISBN 978-0-901845-24-5